# Neuropathie
 Mise en garde médicale
En neurologie, une neuropathie est un terme médical caractérisant, au sens large, l’ensemble des affections essentiellement du système nerveux périphérique, c'est-à-dire des nerfs moteurs et sensitifs des membres, des nerfs du système nerveux autonome qui commandent les organes ainsi que plus rarement du système nerveux central.
Les neuropathies périphériques comprennent les mononévrites, les multinévrites, les polynévrites, les polyradiculonévrites chroniques et les maladies de Charcot-Marie-Tooth.
La neuropathie peut être associée à divers changements autonomes et sensoriels, dont des secousses musculaires involontaires, appelées fasciculations. Les symptômes dépendent des nerfs affectés (moteurs, sensoriels, ou autonomes) et de leurs localisations. Un ou plusieurs types de nerfs peuvent être affectés. Les symptômes communs des dommages moteurs incluent faiblesses musculaires, crampes et spasmes. Des dommages faits aux nerfs sensoriels causent notamment des fourmillements et des sensations de brûlures. 
Différents types de douleurs neuropathiques sont associés à divers dommages nerveux : sensations de chaud, de froid, fourmillements et sensibilité extrême au toucher. 
Des dommages aux nerfs autonomes peuvent causer des symptômes involontaires incluant pression sanguine anormale, tachycardie, difficultés à respirer, constipation, dysfonction de la vessie, par exemple : incontinence et impuissance sexuelle.